# Erebia hecuba
Erebia hecuba är en fjärilsart som beskrevs av Prola G. och G. 1940. Erebia hecuba ingår i släktet Erebia och familjen praktfjärilar. Inga underarter finns listade i Catalogue of Life.